# La mia vita da Zucchina
La mia vita da Zucchina (Ma vie de Courgette) è un film del 2016 diretto da Claude Barras, tratto dal libro Autobiografia di una zucchina di Gilles Paris.

## Trama
Icare è un bambino di 9 anni che vive con la madre, alcolizzata da quando il marito li ha abbandonati. Un giorno, Icare fa cadere una pila di lattine di birra con cui stava giocando in soffitta, disturbando la madre; la donna prova a salire in soffitta per punirlo fisicamente e Icare le chiude la botola sulla testa, spingendola inavvertitamente giù per le scale e causandone la morte. Successivamente il bambino fa una deposizione all'agente di polizia Raymond, informandolo che preferisce essere chiamato "Zucchina", come lo aveva soprannominato la madre. Essendo rimasto solo, Icare viene portato da Raymond in un orfanotrofio; si porta con sé solo una lattina di birra e un aquilone con sopra il disegno di un supereroe, ricordi rispettivamente di sua madre e suo padre.
All'orfanotrofio Zucchina inizialmente non riesce ad adattarsi in quanto viene preso di mira dal prepotente Simon, ma successivamente riesce a farsi valere su di lui e fanno amicizia. Simon gli spiega la storia sua e degli altri bambini dell'orfanotrofio, tutti con genitori incapaci di occuparsi di loro per varie ragioni - droga, espulsione dal paese, guai con la legge, abusi sessuali o malattia mentale - e Icare stesso gli rivela il motivo per cui lui si trova lì. Molti bambini, a causa dei problemi dei genitori, hanno sviluppato a loro volta dei problemi comportamentali.
Un giorno arriva all'orfanotrofio una bambina nuova di nome Camille, e Zucchina si innamora di lei a prima vista. Cercando nei suoi documenti con Simon, Icare apprende che Camille ha assistito all'omicidio di sua madre per mano di suo padre, che poi si è tolto la vita, dopo aver scoperto che lo tradiva. La bambina ha una zia, che però è estremamente sgradevole e vuole ottenere la sua custodia solo per incassare i soldi che in quel caso le spetterebbero per le cure della nipote; Camille afferma che si suiciderebbe piuttosto che andare a vivere con lei. Zucchina e Camille stringono un profondo rapporto durante una gita in montagna con l'orfanotrofio, dove Icare le regala una barchetta ricavata con la lattina di birra conservata in ricordo della madre.
Zucchina rimane in contatto con l'agente Raymond, a cui invia regolarmente lettere e disegni. Il poliziotto gli offre di trascorrere insieme un fine settimana, lo stesso che Camille dovrebbe trascorrere con sua zia; i bambini ideano un piano per far salire di nascosto Camille sull'auto di Raymond il quale quando se ne accorge, acconsente a portarla con loro. La sera, Raymond ospita i due bambini a casa sua e rivela loro di avere un figlio ormai adulto con cui ha tagliato i rapporti. La zia di Camille rintraccia la nipote dopo aver costretto la direttrice dell'orfanotrofio a dirle dove si trovava, poi la porta via contro la sua volontà minacciando di denunciare Raymond.
Simon riesce a far avere a Camille un walkman nascosto nella barchetta di Zucchina con una sua registrazione nella quale le spiega un piano: il giorno dell'udienza con il giudice, che deve decidere se affidare Camille alla zia, la bambina dimostra di aver registrato la zia mentre insultava pesantemente lei e la madre, portando la donna a perdere la custodia della nipote.
Qualche tempo dopo, Raymond offre a Zucchina e Camille la possibilità di adottarli, e loro accettano. Simon origlia la conversazione e, ferito, accusa i compagni di voler abbandonare lui e gli altri bambini dell'orfanotrofio. Quando Zucchina gli dice che non accetteranno la proposta di Raymond, Simon calmatosi, lo spinge invece ad accettare in quanto è raro che qualcuno scelga di adottare orfani della loro età. Icare e Camille vanno così a vivere con il poliziotto ma non dimenticano i loro amici, tornando spesso a trovarli o invitandoli da loro.

## Produzione
Basato sul romanzo Autobiografia di una zucchina di Gilles Paris (poi riedito con il titolo del film), rappresenta l'esordio di Barras nel lungometraggio ed è realizzato in animazione a passo uno. Il film è stato girato presso il Pôle Pixel di Villeurbanne al ritmo di trenta secondi al giorno, grazie a nove animatori che hanno lavorato simultaneamente su quindici set diversi.

## Distribuzione
È stato presentato al Festival di Cannes 2016 nella sezione Quinzaine des Réalisateurs il 15 maggio 2016, venendo poi proiettato in numerosi festival tra cui il Festival international du film d'animation d'Annecy dove ha vinto il Cristal du long métrage (Premio del miglior lungometraggio) e il premio del pubblico. È stato candidato per l'Oscar al miglior film d'animazione ai Premi Oscar 2017.

## Riconoscimenti
- Premi Oscar 2017
  - Candidatura al miglior film d'animazione
- Golden Globe 2017
  - Candidatura al miglior film d'animazione
- Festival internazionale del film d'animazione di Annecy 2016
  - Miglior lungometraggio